# Marjorie van Heerden
Marjorie Hope van Heerden (sinh ngày 8 tháng 10 năm 1949) là một nhà văn và họa sĩ vẽ tranh minh họa về sách thiếu nhi Nam Phi. Kể từ khi xuất bản cuốn sách tranh thiếu nhi đầu tiên của bà vào năm 1983, van Heerden đã được xuất bản với tư cách là họa sĩ minh họa hoặc nhà văn / họa sĩ minh họa bằng 33 ngôn ngữ ở Châu Phi, Anh, Châu Âu, Phương Đông, Canada và Hoa Kỳ.

## Tiểu sử
Sinh ra ở De Doorns với cha mẹ là Alex và Marina van Niekerk (nhũ danh Botha), Marjorie lớn lên trong một trang trại nho bên ngoài De Doorns ở Thung lũng sông Hex gần Cape Town, Nam Phi. Bà trúng tuyển vào Trường nữ sinh Rustenburg ở Cape Town năm 1967, học Mỹ thuật trong một năm tại Đại học Stellenbosch và sau đó đến Trường Mỹ thuật Michaelis tại Đại học Cape Town trong ba năm.
Năm 1973, bà kết hôn với Johann van Heerden và họ có hai con. Gia đình này đi du lịch khắp nơi, sống một năm ở Evanston, Chicago. Từ 1989 đến 1999, họ sống ở Johannesburg và từ 1999 đến 2003 tại Athens, Hy Lạp. Từ năm 2003, hai vợ chồng sống ở làng Gordon's Bay trên Vịnh False bên ngoài Cape Town.
Năm 2003, van Heerden bắt đầu minh hoaj chương Nam Phi của Hiệp hội các nhà văn và nhà minh họa sách thiếu nhi quốc tế (SCBWI), có trụ sở tại Los Angeles. Năm 2000, bà và một người bạn cũng bắt đầu chương SCBWI ở Hy Lạp. Bà hiện là cố vấn đồng khu vực của chương Nam Phi.

## Giải thưởng
Giải thưởng Marjorie van Heerden đã giành được cho công việc của mình bao gồm W.B. Giải thưởng Mkhize, được trao tặng hàng năm bởi Hiệp hội Nhà văn Usiba, cho phiên bản Zulu của tác phẩm Lulama trên đường về nhà (Uhambo LukaLulama Olude), một cuốn sách ảnh mà bà viết và minh họa, được xuất bản bởi Giraffe Books, một ấn phẩm của Pan MacMillan. Vào năm 2012, Marjorie và tác giả Alex DiênAngelo đã giành giải M.E.R. (một trong những Giải thưởng Văn học của Media24) dành cho những cuốn sách thiếu nhi minh họa hay nhất được xuất bản ở Nam Phi trong năm trước (2011) - họ đã giành chiến thắng với tác phẩm Nhật ký yêu tinh: Học việc cho Phù thủy đỏ, do Nhà xuất bản Tafelberg (SA) xuất bản. Đây là lần thứ hai bà được trao giải thưởng danh giá này - lần đầu tiên là vào năm 2008 khi bà giành được nó với tác giả Wendy Hartmann cho Nina và Little Duck, được xuất bản năm 2007 bởi Human & Rousseau (SA).